# Yama no Susume
Yama no Susume (ヤマノススメ lit. Recomendación de montañismo?), también conocida como ¡Atrévete a escalar! en Hispanoamérica es una serie de manga escrita e ilustrada por Shiro y serializada en Comic Earth Star de Earth Star Entertainment. Ha sido adaptada a una serie de anime, la cual se emitió entre enero y marzo de 2013. Una segunda temporada se emitió entre julio y diciembre de 2014, y cuenta con una tercera temporada que emitió entre el 3 de julio de 2018 y el 25 de septiembre del mismo año.

## Argumento
Aoi y Hinata son amigas de la infancia. Aoi prefiere quedarse en casa y tiene temor a las alturas, mientras que Hinata es extrovertida y le gusta el montañismo. Ambas deciden escalar una montaña con el fin de ver un amanecer que vieron juntas cuando eran más jóvenes.

## Personajes
Aoi Yukimura (雪村 あおい Yukimura Aoi?)
Seiyū: Yuka Iguchi
Hinata Kuraue (倉上 ひなた Kuraue Hinata?)
Seiyū: Kana Asumi
Kaede Saitō (斎藤 楓 Saitō Kaede?)
Seiyū: Yōko Hikasa
Kokona Aoba (青羽 ここな Aoba Kokona?)
Seiyū: Yui Ogura

## Media

### Manga
El manga es escrito e ilustrado por Shiro. Comenzó publicare en Comic Earth Star de Earth Star Entertainment el 12 de agosto de 2011. Han sido publicados 24 volúmenes entre 12 de agosto de 2011 y 13 de diciembre de 2023.

### Anime
Una serie de televisión de anime, dirigida por Yusuke Yamamoto y producida por 8-Bit, se emitió en Japón en Tokyo MX entre el 3 de enero y el 21 de marzo de 2013 y fue transmitida simultáneamente por Crunchyroll. El tema final es "Staccato Days" de Yuka Iguchi y Kana Asumi. La serie constaba de doce episodios de cinco minutos, con un episodio adicional de OVA incluido con el lanzamiento en Blu-ray de la serie el 14 de mayo de 2013.
Una segunda temporada, que consta de 24 episodios de quince minutos, comenzó a transmitirse el 9 de julio de 2014. El tema de apertura es "Natsuiro Present" de Iguchi, Asumi, Yōko Hikasa y Yui Ogura, "Mainichi Koharu Biyori" de Iguchi, Asumi para el episodio. dieciséis en adelante; mientras que los temas finales son "Tinkling Smile" de Ogura para los primeros doce episodios, "Staccato Days" para los episodios trece a quince y "Cocoiro Rainbow" de Kyoko Narumi para el episodio dieciséis en adelante.
Una animación de video original, titulada Encouragement of Climb: Omoide Present, fue lanzada el 26 de enero de 2018, luego de una proyección en cines y un lanzamiento limitado en 28 de octubre de 2017. Para el OVA, el tema final es "Omoide Creators" de Iguchi y Asumi.
Una tercera temporada de anime se estrenó el 2 de julio de 2018 y duró 13 episodios, concluyendo el 24 de septiembre de 2018. Para la tercera temporada, el tema de apertura es "Chiheisen Stride" de Iguchi, Asumi, Hikasa y Ogura, mientras que el tema final es "Irochigai no Tsubasa" de Iguchi y Asumi.
El 16 de septiembre de 2019, se anunció un nuevo proyecto durante un Festival de Otoño en Japón. El 18 de marzo de 2021, se anunció que el proyecto sería una nueva serie de televisión de anime, titulada Encouragement of Climb: Next Summit. Consistió en 12 episodios de larga duración, y el personal principal y los miembros del elenco repitieron sus roles de temporadas anteriores. La serie se emitió del 5 de octubre al 21 de diciembre de 2022.